# Porphyrophora libica
Porphyrophora libica är en insektsart som beskrevs av Filippo Silvestri 1938. Porphyrophora libica ingår i släktet Porphyrophora och familjen pärlsköldlöss.
Artens utbredningsområde är Libya. Inga underarter finns listade i Catalogue of Life.